# Üzbegisztán a 2014. évi téli olimpiai játékokon
Üzbegisztán az oroszországi Szocsiban megrendezett 2014. évi téli olimpiai játékok egyik részt vevő nemzete volt. Az országot az olimpián 2 sportágban 3 sportoló képviselte, akik érmet nem szereztek.

## Alpesisí
Férfi
| Versenyző     | Versenyszám      | 1. futam | 1. futam | 2. futam | 2. futam | Összesítés | Összesítés |
| Versenyző     | Versenyszám      | Idő      | Hely.    | Idő      | Hely.    | Idő        | Helyezés   |
| ------------- | ---------------- | -------- | -------- | -------- | -------- | ---------- | ---------- |
| Artem Voronov | Műlesiklás       | 1:00,42  | 70.      | 1:10,54  | 40.      | 2:10,96    | 39.        |
| Artem Voronov | Óriás-műlesiklás | 1:37,09  | 72.      | 1:38,36  | 68.      | 3:15,45    | 67.        |

Női
| Versenyző         | Versenyszám      | 1. futam | 1. futam | 2. futam      | 2. futam      | Összesítés | Összesítés |
| Versenyző         | Versenyszám      | Idő      | Hely.    | Idő           | Hely.         | Idő        | Helyezés   |
| ----------------- | ---------------- | -------- | -------- | ------------- | ------------- | ---------- | ---------- |
| Kseniya Grigoreva | Műlesiklás       | 1:07,77  | 54.      | nem ért célba | nem ért célba | kiesett    | kiesett    |
| Kseniya Grigoreva | Óriás-műlesiklás | 1:34,56  | 67.      | 1:36,98       | 65.           | 3:11,54    | 64.        |

## Műkorcsolya
| Versenyző | Versenyszám  | Rövid program | Rövid program | Kűr    | Kűr   | Összesítés | Összesítés |
| Versenyző | Versenyszám  | Pont          | Hely.         | Pont   | Hely. | Pont       | Helyezés   |
| --------- | ------------ | ------------- | ------------- | ------ | ----- | ---------- | ---------- |
| Misha Ge  | Férfi egyéni | 68,07         | 18.           | 135,19 | 17.   | 203,26     | 17.        |